# Margaret O'Carroll
Margaret O'Carroll, död 1451, var en regerande drottning av det irländska kungadömet Éile under 1400-talet. 
Hon var dotter till den irländska hövdingen (kungen) Tadhg Ó Cearbhaill av Ely (Éile), och gifte sig med kung Calbhach Ó Conchobhair Failghe (Calvach O'Connor Faly, d. 1458), av Uíbh Fhailghe. 